# Bodichita
En budismo, la bodichita (del sánscrito बोधिचित्त; en chino, 菩提心 pútíxīn; en japonés, 菩提心 bodaishin; en tibetano, བྱང་ཆུབ་སེམས jang chub sem; en mongol, бодь сэтгэл) es el deseo de obtener la iluminación (budeidad) para servir de beneficio a todos los seres sintientes que están atrapados en la existencia cíclica del samsara y no han alcanzado la budeidad. Aquel que obtiene la bodhicitta como motivación principal en todas sus actividades y hechos se llama bodhisattva.

## Etimología
La palabra es la combinación de las palabras sánscritas bodhi y citta. Bodhi significa despertar o iluminación. Citta puede traducirse como consciencia o espíritu. Bodhicitta puede ser traducido entonces como Consciencia de Iluminación o Espíritu de Despertar.

## Definición
La bodhicitta puede definirse como la Unión de la Compasión y la Sabiduría. Mientras los aspectos de compasión y sabiduría dependen mucho uno de otro, la tradición Mahāyāna diferencia dos tipos de bodhicitta:
- La bodhicitta relativa, en la cual el practicante trabaja por el bien de todas las cosas como si fueran suyas.

Algunos autores dividen ésta en dos aspectos, la bodhicita de aspiración y la de aplicación, esta última corresponde a las 6 perfecciones trascendentales.
- La bodhicitta absoluta o última, que hace referencia a la sabiduría del Shuniata (vacío)

Así, el término bodhicita en su sentido más completo implicaría:
- Una compasión ilimitada y espontánea por todos los seres sintientes y
- La desaparición de la ilusión de una existencia propia, yo o ego.